# Thala foveata
Thala foveata är en snäckart som först beskrevs av Sowerby 1874.  Thala foveata ingår i släktet Thala och familjen Costellariidae. Inga underarter finns listade i Catalogue of Life.